# Praia Grande (Paraty)
Praia Grande é uma praia localizada no município de Paraty. É um local turístico com vias de acesso a trilhas que levam as cachoeiras da região. Por ser uma vila de pescadores redes e barcos podem ser vistos na orla.